# Gonaphodiellus ataeniodes
Gonaphodiellus ataeniodes är en skalbaggsart som beskrevs av Hinton 1938. Gonaphodiellus ataeniodes ingår i släktet Gonaphodiellus och familjen Aphodiidae. Inga underarter finns listade i Catalogue of Life.